# 同济大学第一附属中学
同济大学第一附属中学坐落于中国上海市杨浦区国浩路100号，创立于1960年，原名“上海市鞍山中学”，2001年更名。2007年确定为上海市实验性、示范性高中，学校亦为上海市文明单位和上海市十大行为规范标兵校。现任校长张哲人，现有教师111人，其中特级教师、高级教师39人。

## 学校简介
同济大学第一附属中学原名“上海市鞍山中学”，始建于1960年。1978年确定为杨浦区重点中学，2001年更名为“同济大学第一附属中学”，2007年被命名为第三批“上海市实验性示范性高中”。2001年，在杨浦区创建“知识创新区”的大背景之下，依托区域内的知名高校同济大学，更名为同济大学第一附属中学。同年学校进入了创建“上海市实验性示范性高中”的阶段。经过6年的不懈努力，于2007年10月正式跨入了上海市实验性示范性高中的行列。目前学校正在为实现把学校建设成为在“同济精神”引领下的教育优质、特色鲜明、有一定知名度的新型大学附中的目标而奋斗。
同济大学一附中继承了鞍山中学的优良传统，是一所享有较高声誉的市重点中学。长期以来，学校坚持教育改革，努力推行素质教育。学校建立了由校长、党支部书记负责的德育工作领导小组，逐步形成了人人重视德育工作的良好气氛，注重思想政治教育、行为规范教育、心理健康教育相结合，争创德育特色，提高德育实效。

## 办学规模和师资力量
学校占地100亩，建筑面积达43000平方米，由实验信息楼、图书教学楼、体艺馆、学生宿舍、行政楼等组成。建筑设计充分体现了以人为本、生态、人文的理念，适应未来教育发展的需要。新校区2008年7月交付使用，2008年9月1日，学校在新校区举行隆重的新学期开学典礼。学校现有教师111人，其中特、高级教师39人，一级教师60人；市名师后备人选与优秀青年教师3名，区骨干教师6名，中青年教师82名。近几年来，学校优秀青年教师在全国、市、区各级教学评比中也纷纷崭露头角、硕果累累。

## 教学
1991年被定为上海市课程教材改革试点单位。学校要求教师在课堂上做到“教材熟、目标明、语言精、气氛活、内容新”，努力提高45分钟教学效率，注重在不增加学生负担的基础上大面积提高教学质量。每年都有大批学生在市、区乃至国际、全国比赛中获奖。
通过不懈的努力，学校在许多方面成绩显著，且已形成特色。学校重视电化教学和信息教育，建立了一个大型电化教学区，设有映播室、多功能教室、电子阅览室、电脑房，备有各类电教器材，班班有电视机，形成校园电脑网络，是本市电化和信息教育先进单位。
学校已经形成艺术教育特色，配有专业艺术教师，聘请著名艺术家担任顾问，在各级别比赛中屡次获奖，校合唱团在市、区、全国享有一定知名度，2001年8月参加泉州国际童声合唱比赛。学校积极组织学生开展各种体育活动，多次被评为体育先进单位。足球是学校体育传统项目，多次在市中学生比赛中夺魁。学校的篮球运动也蓬勃开展，多次在区内获得名次。在德育方面，学校提倡寓教于乐，主张“学生主体、有序有效”的德育工作策略，注重在活动中提高实效性，实现德育内化。
从1996年起，学校开展“读名著、学名言、听名曲、演名剧”为主的“四名教育”活动，旨在深厚学生文化底蕴，提高审美能力，实现德育的内化。“四名教育”已成为该校德育特色项目， 2002年荣获杨浦区教育教学课题研究二等奖，被批准为“上海市绿叶基金资助课题”。
学校已获得“上海市文明单位”，“上海市行为规范特色学校”，“全国应用现代教育技术实验学校”，“上海市科技教育特色学校”，“上海市活动课基地”，“上海市花园单位”，“全国体育传统项目先进学校”，“上海市特色团组织”，“杨浦区艺术教育特色学校”，“上海市艺术教育先进单位”，“杨浦区素质教育实验校”，“上海市爱心助老特色基地”等称号。；“运用现代教育技术优化教学过程，提高教学效益的研究”为国家级课题，“网络环境下高中学生基础道德教育的探索与实践”“‘四名’教育的研究与实践”已被确立为市级课题。
2000年，学校确立了“依托高校优势，深化课程改革，创建教育优质、特色鲜明的新型大学附中”的新的发展总目标，形成了“以学生发展为本”、“以信息教育为抓手，深化课程改革”的办学理念。
2009年，学校与大学建立合作发展的共同体，与上海其它24所重点高中一起组成了和国家“211”重点大学--上海大学的自主招生选拔联盟，实现高中教育和大学教育的衔接，为培养，高素质，复合型，创新型学生提供了途径。

## 学校特色

### 德育建设
学校的德育建设以“行为规范示范标兵校”为新的起点，制定了《新三年行为规范教育行动计划》，加强教育和训练，以使规范的行为转化为学生的内在素质，成为名副其实的标兵；“四名教育”充实了新的内容，开拓了新的途径；网络德育已经初步成为德育建设的一个新的生长点，网络德育的研究和实施，为学生在网络环境中立身处世奠定较坚实的思想道德基础。

### 校本课程建设
学校的校本拓展课程开发建设以有利于实现教育目标的达成，有利于发挥学校教育的功用，有利于教师专业能力的发展，有利于学生的研究性学习和有利于教材的拓展和创新为出发点，以有序开发，规范实施为策略。经过多年来全校上下的共同努力，我们在校本拓展课程开发建设和必修拓展教材编写的方面取得比较突出的成果。已经完成课程建设和教材编写并已经实施的校本拓展课程计有85门，投入使用的校本拓展教材计有69册。

### 信息技术教育
学校作为全国现代教育技术实验学校，在强化信息教育方面进行了大量的探索实践：学校建立了学生网上论坛，并开展网络道德教育；增强信息教学力度，高一、高二年级学生必修信息技术课程；教师普遍运用多媒体手段授课，制作了近100多个多媒体课件，加强信息技术教育与其他课程的整合；提高校园网络的应用性能，构建支持信息化教育的教学平台。

### 艺术教育
艺术教育原有的基础上，进一步提高了声乐、民乐团队的艺术水准，扩大交流，扩大影响；并且为促进民族精神教育、传统美德教育和审美教育的有效开展，在树魂立根教育上发挥了积极的推动作用。学校学生合唱团和民乐团是上海市学生艺术团的重点团队，学校是“上海市艺术教育先进单位”和“上海市艺术教育特色学校”。

### 体育传统项目
学校是“上海市足球传统项目学校”。学校足球队具有较为完整和系统的梯队结构。为了切实抓好足球传统项目以及其它运动队的训练工作，学校的体育老师老、中、青相结合，分别担任高、初中足球队老师们时时从思想上、学习上和生活上关心运动队队员，以使该校成为向多层次高校足球队输送优秀后备人才的一个小小的基地。由于上级关心支持，学校领导重视学生积极参与，特别是教练们的辛勤努力，学校足球队在市、区重大比赛中取得了可喜的成绩。

## 特色社团

### 舞蹈团
作为学校舞蹈课堂的延伸，为有兴趣、有潜力的学生提供一个更广阔的舞台，2009年9月成立了校舞蹈团。
学校给舞蹈团以大量的软硬件投入——由具备丰富舞蹈教学经验的专职教师担任指导教师；配备了专门的训练场地，置备了大量表演服装道具。
学校秉承“教学与实践并重”的办团理念，把舞蹈技能的训练提高与团员参与演出和比赛有机结合起来。短短不到2年时间，校舞蹈团圆满完成了50周年校庆文艺演出活动，在市区两级的比赛中也取得了优异的成绩——参加2010年上海市百校风采擂台赛，获二等奖；参加杨浦区第25届学生艺术节舞蹈专场比赛，获一等奖。参加杨浦区第26届学生艺术节舞蹈专场比赛，获一等奖。

### 合唱团
上海市学生艺术团合唱一团同济大学第一附属中学合唱团，是市教委首批命名的重点学生艺术团之一。曾多次应邀赴德国、日本、香港等地演出获得很大成功，并连续几年在国内外重大演出比赛活动中屡获大奖。
合唱团还得到了上海音乐学院著名合唱指挥家马革顺教授、上海音乐家协会主席著名作曲家陆在易、国家一级指挥林振地、合唱指挥家曹丁、上海音乐学院声乐教授石林等一大批权威专家的悉心指导。在常任指挥及声乐指导李卉卉老师的严格训练下，团员的演唱能力不但有了很大提高，且积累了大量中外合唱曲目，取得了可喜的成绩。
合唱团培养了一批又一批优秀艺术特长生，每年为高等院校输高质量的优秀特长生，并在高校的合唱团继续发挥骨干作用。

## 争议

### 无故取消、推迟春秋游
至少对于同济大学第一附属中学2026、2027届学生，在2023、2024学年其他学校均举办了秋游活动的前提下，同济大学第一附属中学没有举行任何秋游活动。此外，在2024学年，学校（高二年级）还无故拖延春游活动，原定于2025年4月中旬左右的春游活动被延期到2025年5月末甚至更晚。

### 活动限制
同济大学第一附属中学在入校时承认每个月都会举办一次社团课。然而，在2024学年第二学期5月份，该校没有举办任何社团课。

### 严重不科学的考试安排
2024学年第二学期同济大学第一附属中学的考试安排被指控严重不科学。

### 考试过于频繁
自2025年5月19日始至2025年6月6日止，该校在这三周内，每周均举办两个科目的考试（语文和数学、数学和英语）。这些考试不属于该校规定的合法考试（质量监控、期中测试或期末测试），且相比于其他学校甚至本校不考试的周五放学时间，考试导致这一时间被严重延后至17:50甚至18:00。

### 科目不符合学生学习水平
学校在2024学年第二学期期末区统考（即期末考试）时，要求所有学生完成所有六个等级科目的考试，命名为“摸底考”。该举措引发了大量学生（尤其是选择文科的学生）的不满，认为该校在一个学年没有给他们授课他们不选择的3个科目的情况下贸然考试只会导致过低的成绩。同时指出，这种做法将严重影响上海市普通高等学校招生合格考的通过率。